# Peter Fleming
Peter Blair Fleming (født 21. januar 1955 i Chatham Borough, New Jersey, USA) er en tennisspiller fra USA. Han var blandt verdens bedste tennisspillere i double i slutningen af 1970'erne og begyndelsen af 1980'erne, og vandt i løbet af sin karriere syv grand slam-titler i herredouble, heraf fire Wimbledon- og tre US Open-titler. Alle syv titler blev vundet med John McEnroe som makker. Hans bedste grand slam-resultat i single var en kvartfinaleplads ved Wimbledon-mesterskaberne 1980. Han var endvidere en del af det amerikanske hold, der vandt Davis Cup i 1981 og 1982.
Fleming vandt i løbet af sin karriere 3 ATP-turneringer i single. I double vandt han 60 titler, heraf 51 med sin faste makker John McEnroe.
Peter Fleming besatte førstepladsen på ATP's verdensrangliste i double i 17 uger fordelt på fire perioder i 1982-84. I single var hans bedste placering en 8.-plads i 1980.